# Тонкопалый геккон Богданова
Тонкопалый геккон Богданова, или геккон Богданова (лат. Tenuidactylus bogdanovi), — вид пресмыкающихся из семейства гекконовых. Вид назван в честь выдающегося советского герпетолога О. П. Богданова, внёсшего неоценимый вклад в познание флоры и фауны Средней Азии.
Ранее особи этого вида рассматривались как туркестанские гекконы, но в 2013 году на основании биоакустического, гибридологического и молекулярного анализов были выделены в новый вид.

## Описание
Геккон средних размеров. Длина тела не более 72 мм, длина хвоста — 94 мм. На спине расположены ребристые бугорки. У самцов имеется непрерывный ряд 30—36 бедренных пор. Спинная сторона тела с преобладающими тёплыми (кирпично-красными или охристыми) тонами, со слабо контрастным рисунком из 5—7 тёмных поперечных полос с плавными округлыми краями. Рисунок на голове практически не выражен, иногда полностью отсутствует.

### Отличия от близких видов
От каспийского, туркменского и туркестанского гекконов отличается расположением ребристых бугорков, которые не заходят за пояс передних конечностей и отсутствуют по бокам головы, от длиннопалого — более короткими относительно туловища лапами.

## Ареал и среда обитания
Обитает в Узбекистане в межгорных долинах западных отрогов Тянь-Шаня, хребтов Гиссар, Кунитанг и Бабатаг, восточного Туркменистана. Возможно обнаружение на территориях Афганистана и на крайнем юго-западе Таджикистана.
Известна инвазионная популяция в пределах исторического района «Молдаванка» г. Одесса (Украина), первоначально описанная как популяция туркестанского геккона.
Населяет преимущественно равнинную часть ареала. Предпочитает глинистые субстраты: долины рек, лёссовые обрывы и останцы, промоины и русла сезонных водотоков.